# Alexandre Aubert
Pour les articles homonymes, voir Aubert.
Alexandre Aubert, né le 20 mai 1979 à Saint-Dié, est un biathlète français.

## Biographie
Alexandre Aubert a fait partie de l'équipe de France olympique, présent aux Jeux olympiques d'hiver de 2006 à Turin avec un statut de remplaçant.
Il a commencé en Coupe du monde en 2003 et a obtenu deux podiums en relais.

## Palmarès

### Championnats du monde
Sa seule participation aux Championnats du monde date de 2005, où il obtient son meilleur résultat sur le sprint avec une seizième place.

### Coupe du monde
- Meilleur classement général : 52e en 2005.
- Meilleur résultat individuel : 15e.
- 2 podiums en relais.